# Draconarius altissimus
Draconarius altissimus là một loài nhện trong họ Amaurobiidae.
Loài này thuộc chi Draconarius. Draconarius altissimus được Hsen Hsu Hu miêu tả năm 2001.